# Nils Opdahl
Nils Opdahl (Bergen, 16 de novembro de 1882 — Bergen, 28 de dezembro de 1951) foi um ginasta norueguês que competiu em provas de ginástica artística pela nação.
Opdahl é o detentor de uma medalha olímpica, conquistada na edição de 1912, nos Jogos de Estocolmo. Na ocasião, foi o medalhista de ouro da prova coletiva de sistema livre ao lado de seus 23 companheiros de equipe (incluindo seu irmão Jacob), quando superou as nações da Finlândia e Dinamarca, prata e bronze respectivamente.